# 1720 Niels
Niels (asteróide 1720) é um asteróide da cintura principal, a 1,961156 UA. Possui uma excentricidade de 0,1038492 e um período orbital de 1 182,46 dias (3,24 anos).
Niels tem uma velocidade orbital média de 20,13386853 km/s e uma inclinação de 0,72938º.
Esse asteróide foi descoberto em 7 de Fevereiro de 1935 por Karl Reinmuth.